# Michel Blanc
Michel Blanc (Courbevoie, 16 de abril de 1952-París, 3 de octubre de 2024) fue un actor, escritor y director francés. Durante su carrera, fue nominado cuatro veces para el Premio César al mejor actor, dos veces para dramas y dos veces para comedias dramáticas y también obtuvo un reconocimiento en el Festival de Cannes a la Mejor interpretación masculina.

## Biografía
En los años setenta, mientras estudiaba en la escuela secundaria Pasteur de Neuilly-sur-Seine, fundó el grupo de comedia Splendid junto con los actores Thierry Lhermitte, Christian Clavier y Gérard Jugnot. A partir de 1975 actuó en numerosas películas cinematográficas y en varias producciones televisivas, especialmente comedias. Para algunas películas también fue director (por primera vez en 1984 en Marche à l'ombre) y guionista.
Tanto como actor como director, fue nominado repetidamente para el Premio César, pero nunca logró ganar. Por otro lado, en el Festival de Cine de Cannes obtuvo el premio a la mejor actuación masculina en 1986 (por su papel en la película Llevaba tacones de aguja) y en 1994 por el mejor guion (Grosse fatigue).
Falleció en la madrugada del 3 de octubre de 2024 a los 72 años, a causa de un ataque cardíaco, causado por un fallo anafiláctico.

## Premios y distinciones
Festival Internacional de Cine de Cannes
| Año  | Categoría   | Película        | Resultado |
| ---- | ----------- | --------------- | --------- |
| 1986 | Mejor actor | Tenue de soirée | Ganador   |
| 1994 | Mejor Guion | Mala fama       | Ganador   |